# Best Air

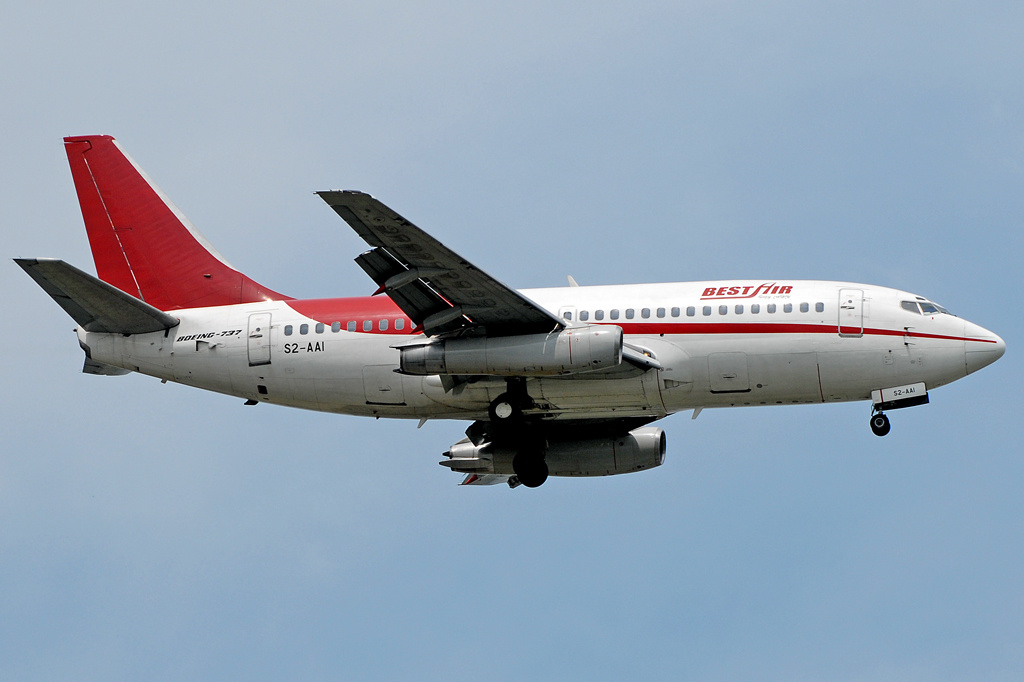
Boeing 732 авиакомпании Best Air в международном аэропорту Суваннапум

Best Air — упразднённая частная авиакомпания Бангладеш со штаб-квартирой в Дакке, работавшая в сфере пассажирских перевозок внутри страны. Портом приписки перевозчика и его главным транзитными узлом (хабом) являлся международный аэропорт Шахджалал в Дакке.

## История
Best Air была создана в 2007 году в качестве совместного проекта между «Best Aviation» и кувейтской холдингом «Aqeeq Aviation Holding», которому принадлежало 70 % собственности вновь сформированного перевозчика.
Авиакомпания начала операционную деятельность в январе 2008 года с выполнения регулярных рейсов из столичного международного аэропорта Шахджалал. В 2009 году компания остановила все перевозки в связи с резким ростом цен на авиационное топливо.
В 2010 году Best Air объявила о планах возобновить свою деятельностью в марте 2011 года после получения крупной субсидии от бангладешского финансового холдинга «Destiny Group LTD of Bangladesh» и намерением приобрести три новых самолёта ATR-72, три лайнера Airbus A320 и затем дальнемагистральные самолёты Airbus A330 или Boeing 777.